# Super Paper Mario
Super Paper Mario (スーパーペーパーマリオ, Sūpā Pēpā Mario) est un jeu vidéo de rôle et de plates-formes, développé par Intelligent Systems et édité par Nintendo. Initialement imaginé sur GameCube, il est finalement sorti sur Wii le 9 avril 2007 aux États-Unis, le 19 avril au Japon, le 14 septembre en Europe et le 20 septembre en Australie. Le jeu constitue le troisième volet de la série Paper Mario débutée en 2001 sur Nintendo 64, et se concentre moins sur l'aspect RPG mais plus sur l'aspect plates-formes que ses prédécesseurs.

## Trame

### Univers
Super Paper Mario prend place dans un monde imaginaire. L'histoire se déroule principalement dans la ville de Recto, une ville créée par les Anciens et disposée en étages. De là, Mario peut accéder à Verso, une ville parallèle à Recto mais en plus sombre et en moins entretenue. La plupart des habitants de ces deux villes ressemblent à des humains pixellisés.
De Recto, Mario peut être propulsé dans sept mondes grâce à des portes dimensionnelles. Ces sept portes, ayant chacune une couleur de l'arc-en-ciel, mènent Mario vers le désert, un manoir, un monde pixellisé, l'espace, un monde préhistorique, chez les samouraïs et dans les mondes de l'En-Dessous et l'Au-Delà. Mario peut atteindre un huitième monde à Verso par le biais d'une porte noire, le château du Comte Niark.

### Histoire
Mario et Luigi vaquent à leurs occupations quand soudain un Toad arrive pour leur signaler l'enlèvement de la Princesse Peach. Les deux frères concluent immédiatement à une nouvelle tentative de Bowser pour s'emparer du Royaume Champignon et filent vers son palais. Ils arrivent en pleine préparation du plan d'attaque du Royaume Champignon par Bowser, qui est étonné de les voir et ne semble pas au courant de l'enlèvement de la princesse. Soudain, un mystérieux personnage, le Comte Niark, apparait aux côtés de Peach qui est emprisonnée. Mario tente de l'arrêter mais ne peut rien faire et est mis à terre. Le comte crée alors un portail dimensionnel qui aspire Luigi, Bowser et les troupes du vilain. Seul Mario est encore là lorsqu'apparaît une sorte de papillon du nom de Tippi qui lui demande de la suivre.
Tippi emmène Mario dans la ville de Recto où il rencontre un vieux sage, Merlon. Celui-ci lui parle des prophéties de l'Opus Ténébrus et l'Opus Luminus et lui montre dans le ciel la présence d'un vortex qui doit engloutir tous les univers. Il a été créé à la suite de l'union de Peach et de Bowser organisé par le Comte Niark. Merlon annonce à Mario qu'il est le héros décrit dans la prophétie et qu'il doit rassembler les huit cœurs purs pour mettre fin à cette destruction.
Au fil de l'aventure, on découvre une histoire d'amour impossible entre deux personnes nommées Timpani et Nikolaï. On découvre à la fin qu'il s'agit en fait de Tippi et du Comte Niark. Merlon a trouvé Timpani dans un état grave et l'a transformée en pixel pour qu'elle survive. Nikolaï ayant perdu sa bien-aimée a voulu se venger en détruisant les mondes. Lorsque Tippi et le Comte Niark se retrouvent et comprennent qui ils sont, ils décident de stopper la destruction et partent vivre dans un autre monde.

### Personnages
Au début du jeu, le joueur ne contrôle que Mario mais au fil de sa progression, d'autres personnages rejoignent le groupe. À la fin, les quatre « héros » de l'Opus Luminus sont rassemblés : Mario, Peach, Bowser et Luigi. Mario et Bowser avaient déjà travaillé ensemble dans Super Mario RPG: Legend of the Seven Stars. Au début, Bowser est plutôt réticent à collaborer avec Mario mais il se laissera convaincre par ce dernier et Peach. Le joueur peut alors choisir entre quatre personnages mais est obligé de changer régulièrement pour progresser.
Chaque personnage a une technique spéciale qui lui est propre. Mario a le système D, c'est-à-dire qu'il peut passer de la 2D à la 3D et utiliser des passages secrets. Peach peut utiliser son ombrelle pour flotter dans les airs et s'en servir comme bouclier. Bowser peut cracher du feu et cause deux fois plus de dégâts que les autres personnages. Enfin, Luigi peut effectuer un super saut et atteindre des zones plus élevées.
Du côté des méchants, le joueur fait face au Comte Niark, ainsi que ses sbires : Mc Astagne, Mimic, Mister L, Nastasia et Dimensio.

## Système de jeu

### Modes de jeu et contrôles
Super Paper Mario est un jeu qui se joue en solo. L'écran d'accueil propose quatre profils qui permettent de jouer à quatre parties différentes.
Dans ce jeu, le joueur doit tenir la Wiimote à l'horizontale. Le système de jeu est assez similaire aux opus précédents. La plupart des mouvements se font par la croix directionnelle mais il peut aussi parler ou ouvrir des portes et des coffres. Le joueur peut utiliser le bouton 2 pour sauter et le bouton 1 pour utiliser un pixel. Le joueur peut utiliser le pointeur de la télécommande pour afficher les explications de Tippi ou utiliser certains objets ou jouer à des mini-jeux,. Le joueur dispose d'une jauge de points cœur (PC). Le nombre maximal de points cœur et la puissance de son attaque augmente en alternance tous les deux niveaux (un point pour l'attaque et cinq pour les PC). Contrairement au précédent Paper Mario où chaque personnage avait sa barre de vie, ici la barre de vie est partagé entre tous les personnages (ainsi, quand le joueur change de personnage la vie reste la même).

### Pouvoirs
Comme la plupart des jeux de la série, Mario utilise des objets. La plupart des objets sont contenus dans les blocs « ? » et rapportent mille points à l'exception des pièces. Mario peut obtenir des objets en battant des ennemis ou en les achetant dans les boutiques et s'en servir dans le menu. Les objets aident Mario à combattre les ennemis et la nourriture à régénérer ses PC. Comme dans les précédents jeux de la série, le joueur peut réaliser des plats avec ces objets. Pour combattre plus facilement ses ennemis, il peut faire la collection des Cartachop. Ces cartes affichent des informations sur des ennemis et permettent de doubler l'attaque contre ceux-ci.
Chaque personnage a une technique spéciale mais peut être assisté par des pixels : des sortes de fées. Ils accompagnent les quatre héros dans leur périple et ont un pouvoir. Tippi est le pixel qui accompagne le joueur tout au long de l'aventure et son pouvoir est de donner des informations sur l'environnement à l'aide du pointeur. Tippi sert de guide au joueur. D'autres pixels peuvent être utilisés conjointement avec Tippi. Le joueur les trouve au fil de l'aventure et peut changer de pixel avec le menu. Chaque pixel utilise sa capacité avec le bouton 1. Ils sont au nombre de huit : Lanceloin, Bombi, Svelt, Poilourd, Trans'pote, Tourni, Taptap et Minus. Ils sont indispensables pour la progression du jeu. Cependant, d'autres pixels peuvent accompagner le joueur mais leur présence ne change rien au déroulement de l'histoire et sont trouvés lors de quête annexes. Ils sont au nombre de quatre : Tiptron (la réplique exacte de Tippi), Picou (îl peut être trouvé au niveau 3-1 dès la défaite de Francis), Mifasol et Véloss.

### Niveaux
Le principe du jeu est de récolter les huit cœurs purs pour contrer la destruction des mondes. Pour cela, il doit parcourir huit mondes afin de récupérer le cœur pur qui permettra au joueur d'atteindre le monde suivant. Le joueur peut s'y rendre par les villes de Recto et de Verso. Chaque monde, excepté le monde 6 qui est particulier, est divisé en quatre chapitres que le joueur devra automatiquement visiter pour progresser dans sa quête. Pour frapper le bloc étoile qui conclut un chapitre, le joueur devra combattre des boss, aider d'autres personnages, ou encore trouver toutes les clés pour ouvrir de nouvelles portes.

## Développement

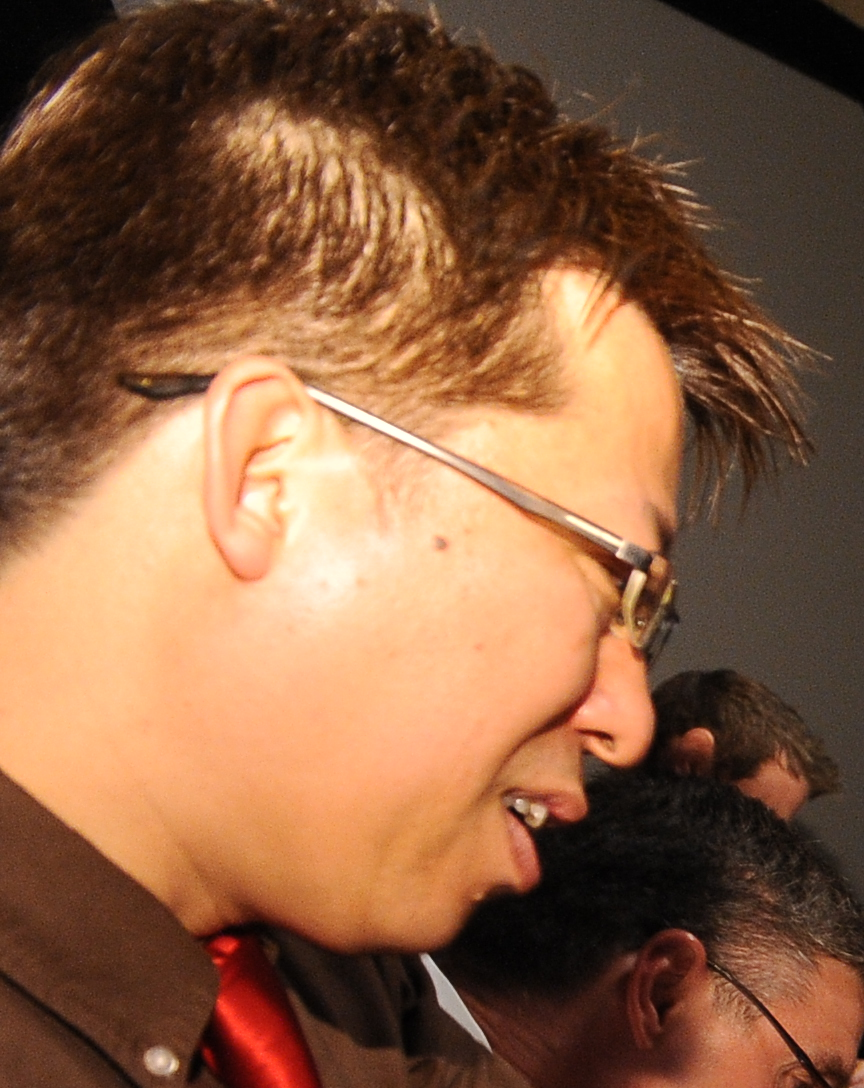
Kensuke Tanabe, le producteur de Super Paper Mario

Super Paper Mario a été créé à partir d'un désir de combiner l'apparence familière des jeux Paper Mario avec un nouveau style de jeu. Le directeur Ryota Kawade était en train de réfléchir à la manière dont il pourrait adapter un mini-jeu de Paper Mario: la Porte millénaire dans lequel le joueur contrôlerait un Bowser dans un petit niveau en 2D ; il remarque que son idée ressemble à un niveau d'un jeu de la série Mario et envisage de pouvoir naviguer entre la 2D et la 3D. Lorsque le producteur Kensuke Tanabe apprend l'idée, il décide d'en faire un jeu d'action-aventure mais conserve quelques éléments de jeu de rôle pour en faire un jeu de la franchise Paper Mario. Kawade et Tanabe pense que ces éléments, ainsi que la faculté de passer de deux dimensions à trois dimensions, pourraient rendre le jeu plus accessibles aux joueurs qui ne sont pas habitués aux jeux d'action. L'équipe de production joue à plusieurs jeux de Mario en guise d'inspiration pour voir à quoi ressembleraient les niveaux en 3D.
Super Paper Mario est dévoilé par Nintendo le 11 mai 2006 à l'E3 et doit alors sortir sur GameCube. Le 30 mai 2006, Nintendo annonce que le jeu sortira le 9 octobre 2006. Mais durant l'été, le jeu est discrètement transféré sur la Wii. Les copies PAL de Super Paper Mario renferment un bug lorsque la langue choisie est l'anglais, l'allemand ou l'espagnol. Au chapitre 2-2, le jeu plante si Mario parle au personnage Mimic sans avoir d'abord pris la clé. Nintendo Europe propose gratuitement de remplacer le disque de jeu des joueurs mécontents par une version débuggée. Nintendo of Europe a annoncé les détails du protocole à suivre sur leur site web en novembre 2007.

## Accueil
Les critiques de Super Paper Mario sont généralement positives notamment au sujet du système de jeu. Le passage de la 2D à la 3D a été bien reçu par la critique et est parfois considéré comme le « pouvoir pivot du jeu », celui qui en fait l'originalité et permet d'avancer dans le niveau,. Les critiques apprécient également le côté parodique du jeu et les clins d'œil faits au joueur,,. Gamekult loue la possibilité de jouer plusieurs personnages avec des pouvoirs spécifiques qui apportent de la diversité dans le jeu. Matt Casamassina d'IGN aime la présence des Pixels qui contribuent à aider les personnages dans des situations de combat.
Il y a aussi des critiques négatives. Le jeu est jugé « beaucoup trop court » selon Eurogamer. Le fait que le jeu ait été initialement conçu pour la Gamecube puis transféré sur la Wii sans que les développeurs aient fait des retouches a été critiqué. Ces critiques mettent en avant le fait que la Wiimote et le Nunchuk ont peu d'utilité dans le jeu,. Les critiques estiment également que l'abondance de héros et de pixels surchargent parfois le jeu,. Matt Casamassina d'IGN reproche des dialogues trop longs notamment lors de l'introduction : « Le jeu démarre lentement avec 20 minutes d'exposé qui vous tape à la figure encore et encore avec la prémisse ».
En 2012, IGN place Super Paper Mario à la quinzième place du Top 25 des meilleurs jeux de Wii. En 2014, le jeu s'est vendu à 3,63 millions d'exemplaires dans le monde dont 1,92 en Amérique du Nord, 820 000 en Europe et 590 000 au Japon.